# Mileva Marić
Mileva Marić (in serbo Милева Марић?; Titel, 19 dicembre 1875 – Zurigo, 4 agosto 1948) è stata una fisica serba.
Prima moglie di Albert Einstein, fu la prima donna ad aver studiato Fisica al Politecnico di Zurigo.
Secondo alcuni studiosi, fra cui Evan Harris Walker, fisico e parapsicologo, Mileva Marić avrebbe partecipato alla stesura dei lavori sulla teoria della relatività; l'ipotesi di Walker è tuttora in discussione all'interno della comunità scientifica.

## Biografia

### Giovinezza

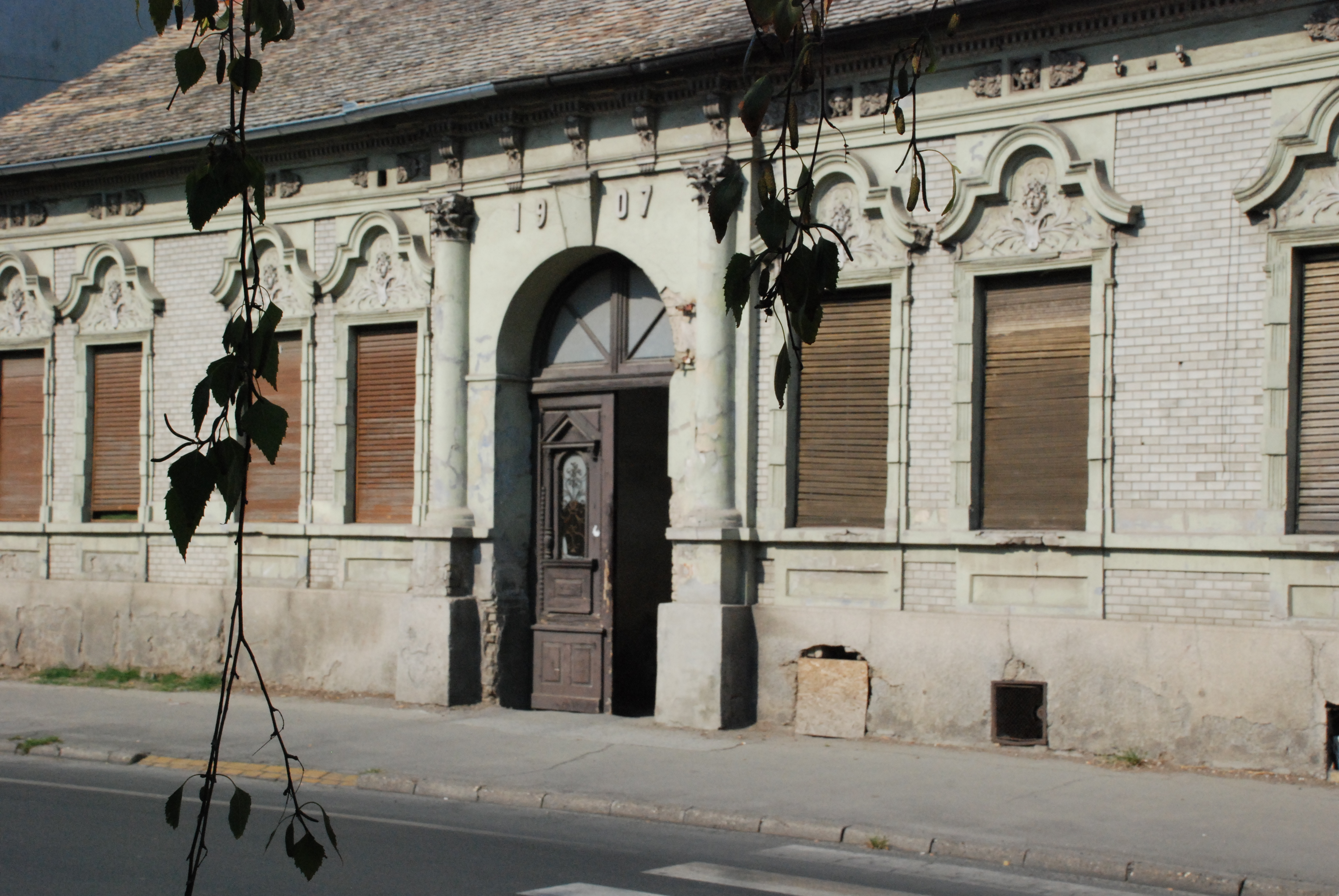
La casa di Mileva Marić a Novi Sad, Serbia

Mileva Marić nacque a Titel da una famiglia possidente. Miloš Marić, il padre di Mileva, nacque il 20 dicembre 1846 in una famiglia di contadini che abitavano nel villaggio serbo di Kać, vicino a Novi Sad. Miloš Marić, dopo aver terminato la propria istruzione a Sremski Karlovci e a Novi Sad, intraprese la carriera militare nell'esercito della Duplice Monarchia. La sua carriera procedette senza problemi e nel 1867, all'età di 21 anni, decise di sposarsi con Marija Ružić, originaria del villaggio di Titel. Marija Ružić-Marić diede alla luce il 19 dicembre 1875 una bambina, Mileva. Terza di cinque figli, ma in pratica la primogenita visto che i due fratelli maggiori morirono in tenera età, nacque con un difetto congenito all'anca sinistra che la fece zoppicare tutta la vita. Anche la sorella minore di Mileva, Zorka, nacque con lo stesso difetto congenito. 
Dopo la nascita di Mileva, la famiglia Marić dovette trasferirsi, a causa del lavoro del padre, nella città di Vukovar (ora Croazia). Verso la fine del 1877 si trasferirono nuovamente, questa volta a Ruma. Sebbene vivesse in una città di modeste dimensioni e in una struttura famigliare di tipo patriarcale, Mileva Marić mostrò fin dai primi anni uno spiccato acume nonché una grande varietà di interessi. Assieme alla musica, una delle sue più grandi passioni, coltivò anche l'amore per il canto e, nei limiti in cui glielo permettevano i suoi problemi all'anca, anche la danza. Miloš Marić, resosi conto del potenziale della figlia, si prodigò in tutti i modi per far maturare i talenti della primogenita e le insegnò personalmente a leggere, a scrivere e a far di conto. Subito egli le parlò sia in serbo sia in tedesco, quest'ultimo necessario per chiunque volesse progredire accademicamente e professionalmente nella Duplice Monarchia. 
Già dal primo anno di scuola Mileva dimostrò di essere un'alunna modello, sebbene molto timida e introversa. A Ruma Mileva Marić frequentò con pieno profitto 4 anni di scuola elementare; il padre in seguito decise di iscriverla alla Scuola Femminile di Novi Sad. Il programma didattico di questo istituto aveva 14 materie e Mileva Marić si dimostrò in tutte un'ottima studentessa. Il suo talento per la matematica non tardò a manifestarsi; oltre a ciò dimostrò un'insolita bravura nel disegno, nella musica e nella letteratura. L'unico punto problematico per lei erano le lezioni di educazione fisica, in quanto la malformazione congenita all'anca le rendeva estremamente difficili anche gli esercizi più elementari. In seguito si iscrisse alla Scuola Reale Inferiore di Sremska Mitrovica, un ginnasio misto avente in totale 100 alunni. Ogni insegnante di questa scuola aveva nove allievi al massimo e ciò garantiva un insegnamento mirato e di alta qualità. Oltre a ciò, era uno dei pochi istituti ad avere laboratori di fisica e chimica ben attrezzati. 
In seguito Mileva Marić decise di continuare la propria istruzione nel Regno di Serbia e venne ammessa al Ginnasio Reale Serbo di Šabac, che era una delle poche scuole in Serbia a garantire pari diritti sia ai maschi sia alle femmine. Proprio qui Mileva iniziò a studiare il francese, che divenne, dopo il serbo e il tedesco, la lingua che conosceva e parlava meglio. Sebbene la sua istruzione in Serbia procedesse senza problemi, si vide costretta a lasciare la scuola prima della fine dell'anno scolastico e a tornare in Austria-Ungheria, in quanto a suo padre era stato ordinato di trasferirsi immediatamente a Zagabria per motivi di lavoro. La giovane Mileva Marić giunse a Zagabria con un'ottima educazione e un'invidiabile carriera scolastica, ma nonostante questo riuscì a proseguire gli studi soltanto grazie al padre, il quale si rivolse al Ministero della Cultura della Duplice Monarchia con la preghiera che la figlia venisse ammessa al Grande Ginnasio Reale maschile di Zagabria. La domanda trovò accoglimento e, dopo aver superato l'esame di ammissione, Mileva venne ammessa per l'anno scolastico 1892/1893 e fu una delle prime ragazze a sedere alla pari con i colleghi maschi in un istituto superiore, fino ad allora soltanto ed esclusivamente maschile, di Zagabria. In quegli anni Mileva Marić maturò la decisione di proseguire e perfezionare la propria istruzione in Svizzera, dove alle donne era permesso andare all'Università. Dopo due proficui anni trascorsi a Zagabria, si recò assieme al padre a Zurigo, dove continuò la propria istruzione. Non risulta che lei avesse avuto particolari problemi ad ambientarsi, anche perché il tedesco era praticamente la sua seconda lingua madre dopo il serbo. Nella primavera del 1896 Mileva Marić superò con successo l'esame di maturità a Berna.

### Vita con Einstein

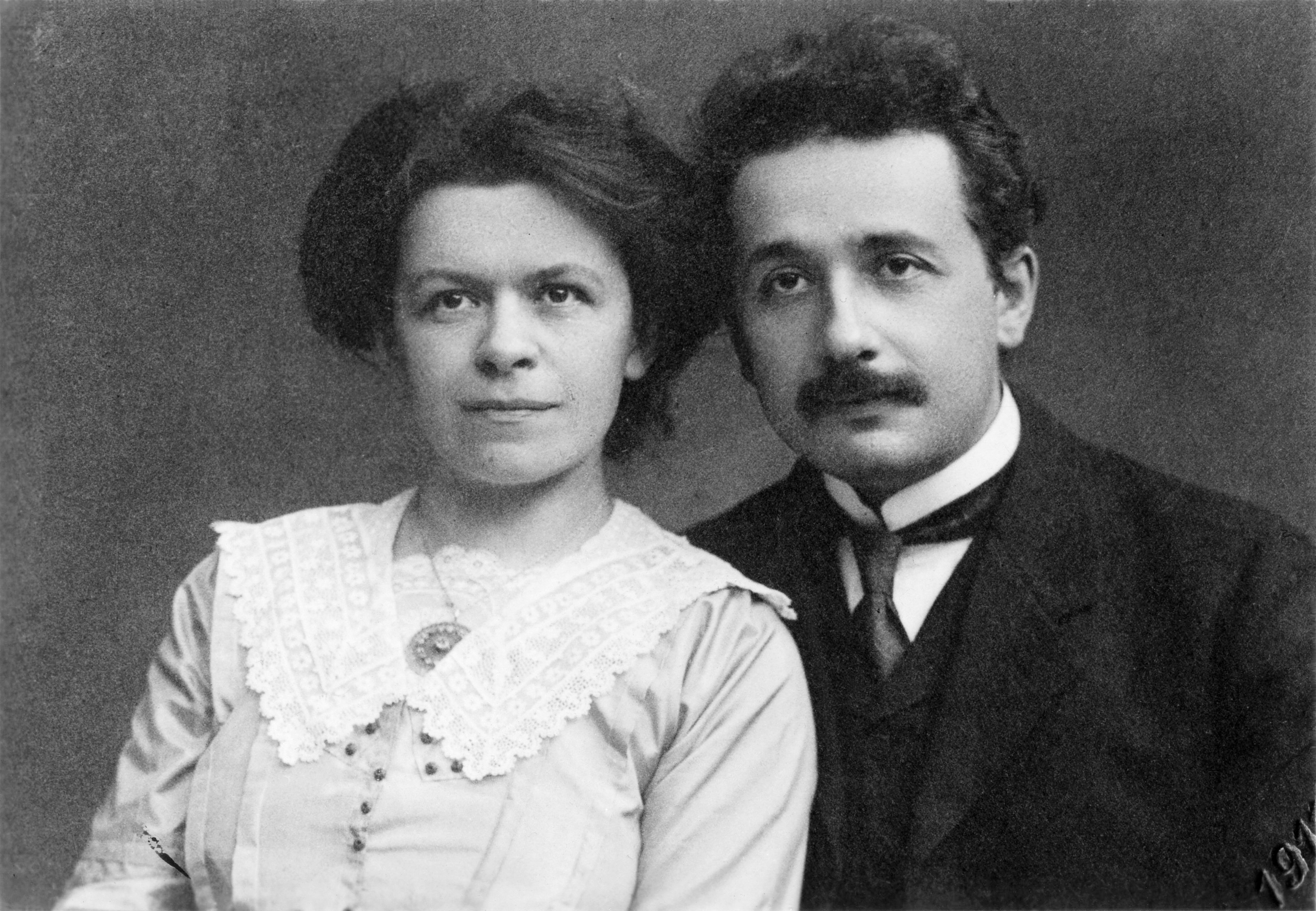
Mileva Marić e Albert Einstein, 1912.

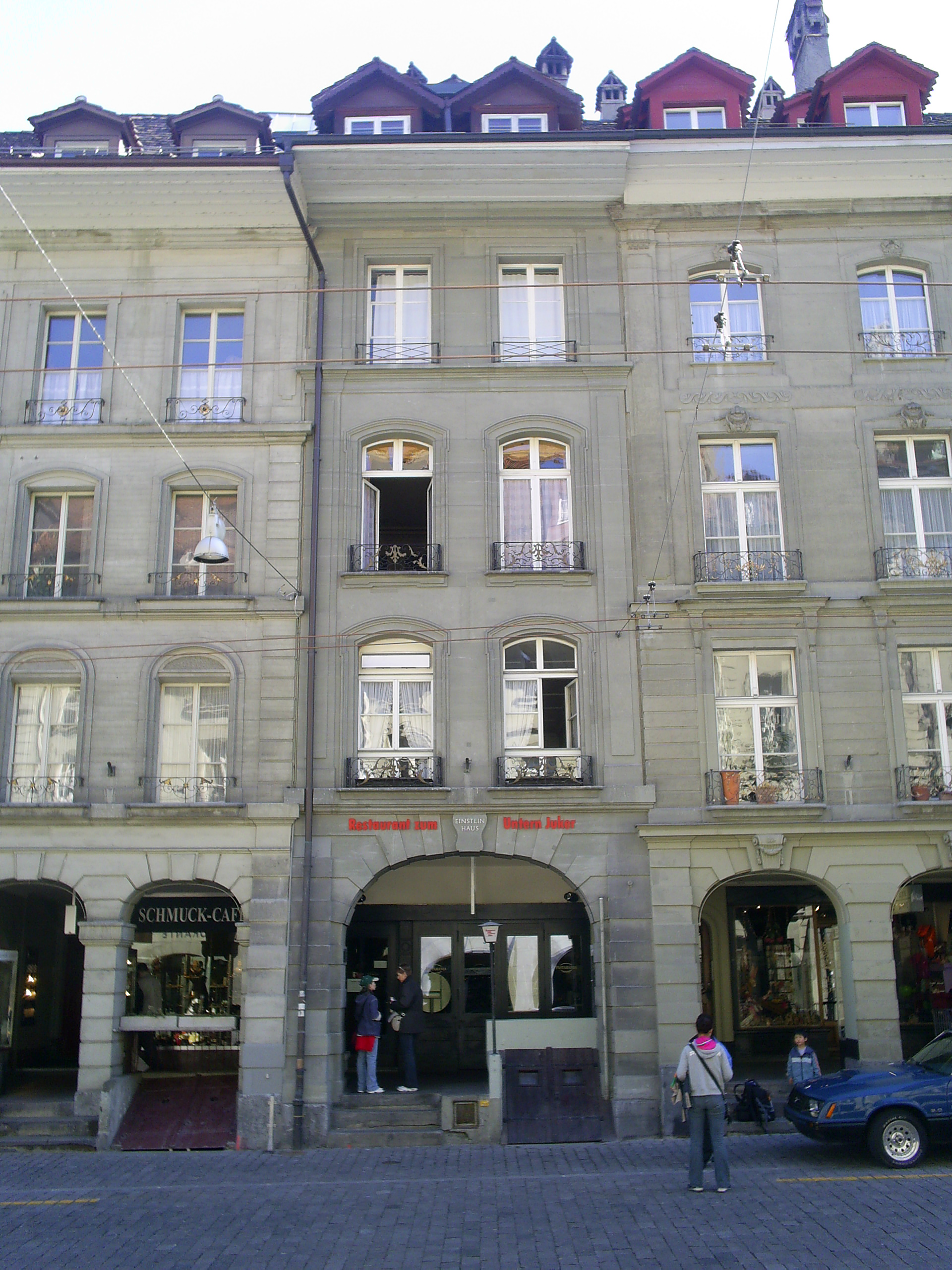
Einsteinhaus, Berna

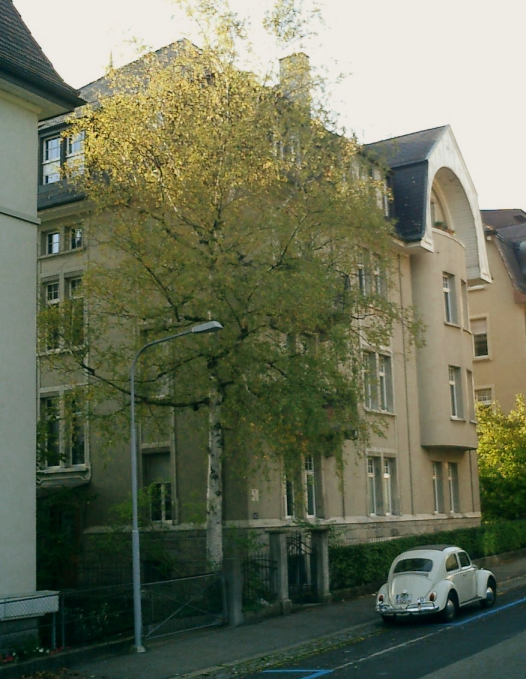
La casa di Mileva Marić a Zurigo

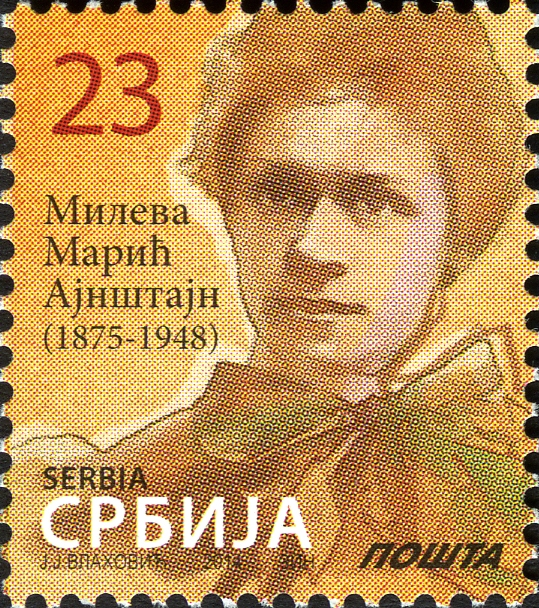
Francobollo serbo dedicato a Mileva Marić

Nell'estate dell'anno 1896 Mileva Marić superò l'esame di ammissione al Politecnico di Zurigo: l'esame consisteva in una prova di matematica e in una di geometria. Entrò nella sezione VIA del dipartimento di matematica e fisica assieme ad altri quattro ragazzi, tra i quali c'era anche Albert Einstein: lei era l'unica donna presente, in totale la quinta fino ad allora a prendere parte a tale ciclo di studi dalla fondazione del politecnico.
Dopo aver concluso con successo il suo primo anno accademico al Politecnico, Mileva decise di tornare dai suoi genitori per le vacanze. Fu proprio durante il periodo estivo che prese la decisione di trascorrere un semestre in Germania, all'Università di Heidelberg, uno degli atenei più prestigiosi d'Europa. Alcune versioni romanzate della biografia di Mileva sostengono che lei sarebbe scappata ad Heidelberg per sottrarsi alla passione per Albert Einstein. Tutto ciò non può essere preso in considerazione in quanto trattasi più di speculazioni che di dati obiettivi e confermati. Le ragioni di questa decisione sono invece di natura più pragmatica e non vedono coinvolta la figura di Albert Einstein: Mileva Marić infatti non era pienamente soddisfatta del programma di studi del Politecnico di Zurigo, in quanto secondo lei c'erano troppe poche ore dedicate alla fisica. Giunse a Heidelberg il 20 ottobre del 1897. Presso l'Università di Heidelberg in quel periodo le donne non godevano degli stessi diritti degli uomini, ragion per cui Mileva Marić venne ammessa solo in qualità di "uditrice" per il semestre invernale, senza poter quindi sostenere esami o ricevere certificati. Nelle sue lettere tuttavia Mileva ha sempre espresso una profonda ammirazione per i docenti dell'Università di Heidelberg, in particolar modo per il professor Lenard. 
Ad averla maggiormente affascinata e indirizzata per i suoi studi successivi è stata la teoria della cinetica dei gas e, non a caso, sarà proprio questo tipo di ricerca a integrarsi con le idee di Einstein dell'anno 1905 e con le sue ipotesi. Ciò ha fatto ovviamente supporre che Mileva Marić avesse avuto un ruolo tutt'altro che secondario nelle nuove concezioni del marito, ma né Einstein né altri ne hanno mai fatto cenno. Di fatto, all'epoca, le discipline scientifiche erano considerate "adatte" solo ai maschi e non alle femmine: se dunque Mileva sia stata determinante per la maturazione delle idee di Einstein non è stato ancora scoperto. Le donne, in molti paesi d'Europa, erano all'epoca totalmente escluse dall'università; successivamente furono ammesse come "uditrici" e non come "allieve" di un corso di laurea. Mileva Marić decise di fermarsi in Germania solo per un semestre, ragion per cui non è stato possibile ricostruire il suo percorso formativo a Heidelberg in maniera completa. 
La maggior parte delle informazioni di cui disponiamo al suo riguardo proviene dalle lettere che lei inviò ad Einstein. Sappiamo che nel febbraio del 1898 decise di tornare a Zurigo e che nell'aprile dello stesso anno si iscrisse per il semestre estivo al Politecnico, il suo quarto semestre di studi. Stando a ciò che attesta la studiosa Radmila Milentijević, gli incontri di Mileva Marić con Albert Einstein sarebbero ripresi poco dopo il suo ritorno. Albert Einstein e Mileva Marić frequentavano gli stessi corsi, tra i quali anche le lezioni di fisica del professor Weber. Tuttavia anche qui disponiamo solo di ricostruzioni biografiche parziali sia dell'esperienza universitaria di Mileva Marić sia della sua relazione con Albert Einstein in quel periodo. La stessa Radmila Milentijević, la realizzatrice di una delle biografie più complete della moglie di Einstein attualmente a disposizione, ammette che la grande riservatezza di Mileva e il suo totale disinteresse per gli avvenimenti mondani hanno reso impossibile la ricostruzione di alcuni periodi della sua vita. Nell'ottobre del 1898 Mileva Marić fece ritorno a Zurigo, dopo aver trascorso l'estate dalla sua famiglia, per iniziare il suo terzo anno al Politecnico. Affinché il percorso di studi venisse considerato regolare, gli studenti del terzo anno erano obbligati a sostenere una prova di accertamento preliminare prima di sostenere gli esami finali per l'ottenimento del diploma. Einstein e gli altri membri del gruppo di studio sostennero l'esame ma Mileva, non sentendosi preparata, la rimandò di un anno e la superò quindi nell'ottobre del 1899 con la votazione 5.06 (6 è il massimo secondo il sistema di valutazione svizzero), sempre stando a ciò che riportano le sue biografie ufficiali. L'anno accademico 1899/1900 fu il quarto e anche l'ultimo che Mileva Marić e Albert Einstein trascorsero assieme al Politecnico di Zurigo.
Gli esami finali al Politecnico per Einstein e Marić erano previsti per la fine del mese di luglio dell'anno 1900 e consistevano in una parte scritta e in una parte orale. Quando vennero pubblicati gli esiti, Mileva fu l'unico membro del gruppo a non aver ottenuto i voti necessari per il conseguimento del diploma. Il fallimento non la fece tuttavia desistere e decise di ripetere la prova l'anno successivo. Ma anche al secondo tentativo non ottenne il punteggio minimo richiesto per la promozione.  
Dopo il secondo fallimento Mileva Marić decise di tornare dai genitori e di mettere al mondo il bambino a casa sua. Una delle principali fonti di informazioni su questo periodo della vita della prima moglie di Einstein è l'opera di Michele Zackheim: Einstein's Daughter, The Search of Lieserl. L'autrice iniziò le sue ricerche dopo aver letto sul New York Times un articolo sulla scoperta delle lettere d'amore di Albert e Mileva. Impossibilitata dalle convenzioni e dai pregiudizi a diventare la moglie di Einstein, Mileva, ultimati i nove mesi di gravidanza, si trovò costretta a partorire di nascosto e ad affidare la neonata figlia Lieserl a una nutrice. Dopo aver lasciato sua figlia, Mileva fece ritorno in Svizzera, dove il 6 gennaio 1903 si sposò con Einstein. I documenti del matrimonio ci sono giunti perfettamente conservati in quanto rientravano tra gli oggetti dei quali Mileva ebbe maggior cura. Non si sa se la bambina sia morta di scarlattina, o se sia scomparsa in quanto trovatella, o data in adozione alla nutrice. In ogni caso di lei si perse ogni traccia, forse per mano della stessa eventuale madre adottiva (probabilmente la nutrice). Non risulta che Albert Einstein abbia mai visto la sua prima figlia. 
A partire dal 1903 Mileva Marić-Einstein mise la sua intelligenza al servizio del marito. Decise di assisterlo nella sua carriera non solo per amore, ma anche per motivi di natura strettamente pratica. Einstein era il solo ad avere delle entrate e la loro vita famigliare si reggeva prevalentemente sui guadagni di lui, pertanto più lui guadagnava e progrediva nella carriera meglio era per entrambi. Nell'ottobre del 1903 Albert Einstein e Mileva Marić si trasferirono in Kramgasse 49, nel cuore di Berna, dove ancora oggi si trova, perfettamente conservato, l'edificio dove la giovane coppia di fisici ha vissuto e che di recente è stato trasformato in un museo che porta il suo nome, Einsteinhaus. Siccome in quegli anni era un semplice impiegato statale che doveva recarsi al lavoro tutti i giorni, il tempo che Einstein poteva dedicare alla scienza era ridotto; per questo si ipotizza che fosse sua moglie Mileva ad occuparsi delle ricerche e del lavoro scientifico che lui non aveva il tempo di fare. 
Il 14 maggio 1904 diede alla luce il secondo figlio, un maschio: Hans Albert Einstein. Il terzo figlio, Eduard Einstein nacque il 28 luglio 1910. In quello stesso anno Albert Einstein divenne docente di fisica dell'Università Carolina di Praga. Il 30 marzo 1911 la famiglia Einstein-Marić si trasferì a Praga. La vita sia sociale sia economica di Mileva Marić era in uno stato di totale dipendenza da quella del marito. La popolarità di Einstein continuava ad aumentare e lui iniziò ben presto ad essere un ospite sempre più ricercato dai vari circoli culturali e scientifici praghesi ed europei. Le visite e i viaggi di Einstein cominciarono col tempo ad escludere gradualmente sua moglie. Nel gennaio del 1912 ad Einstein venne offerto il ruolo di docente di teoria della fisica al Politecnico di Zurigo, divenuto ormai ETH e la famiglia Einstein-Marić fece ritorno in Svizzera.
Nel 1912 il matrimonio di Albert Einstein e Mileva Marić iniziò a dare i primi segni di crisi. La situazione peggiorò ulteriormente quando la coppia si trasferì a Berlino, dove Einstein aveva ottenuto un posto di docente all'Accademia delle Scienze Prussiana. A Berlino Einstein iniziò una relazione extraconiugale con Elsa Löwenthal, sua cugina di primo grado. Da quanto è stato possibile ricostruire, risulta che Mileva Marić, dopo aver scoperto il tradimento e dopo una serie di conflitti che finirono con l'incrinare anche il rapporto di Albert Einstein con i suoi stessi figli, ricevette una lettera di condizioni che lei avrebbe dovuto accettare se voleva salvare il loro matrimonio. Le condizioni che Albert Einstein decise di imporre a sua moglie, stando a ciò che attesta la studiosa Radmila Milentijević, erano un'umiliazione su tutta la linea. A seguito di ciò Mileva Marić iniziò la procedura di divorzio. Il 29 luglio 1914 Mileva e i suoi figli lasciarono la Germania per tornare a Zurigo, Albert Einstein invece rimase a Berlino.

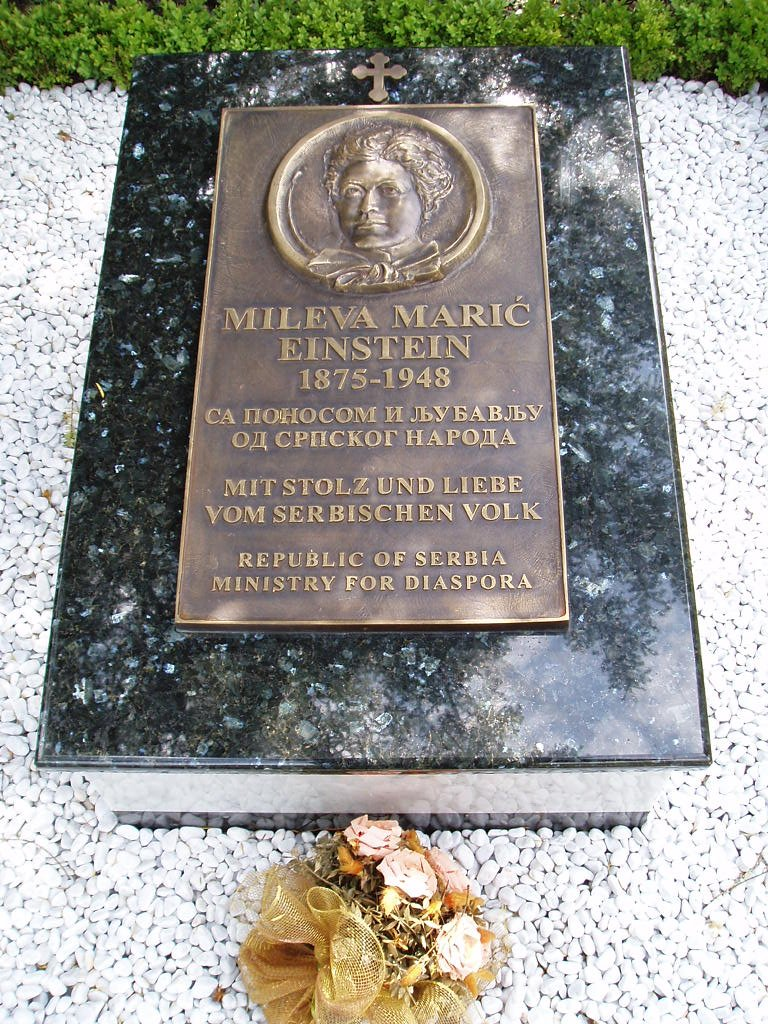
La tomba di Mileva Marić a Zurigo

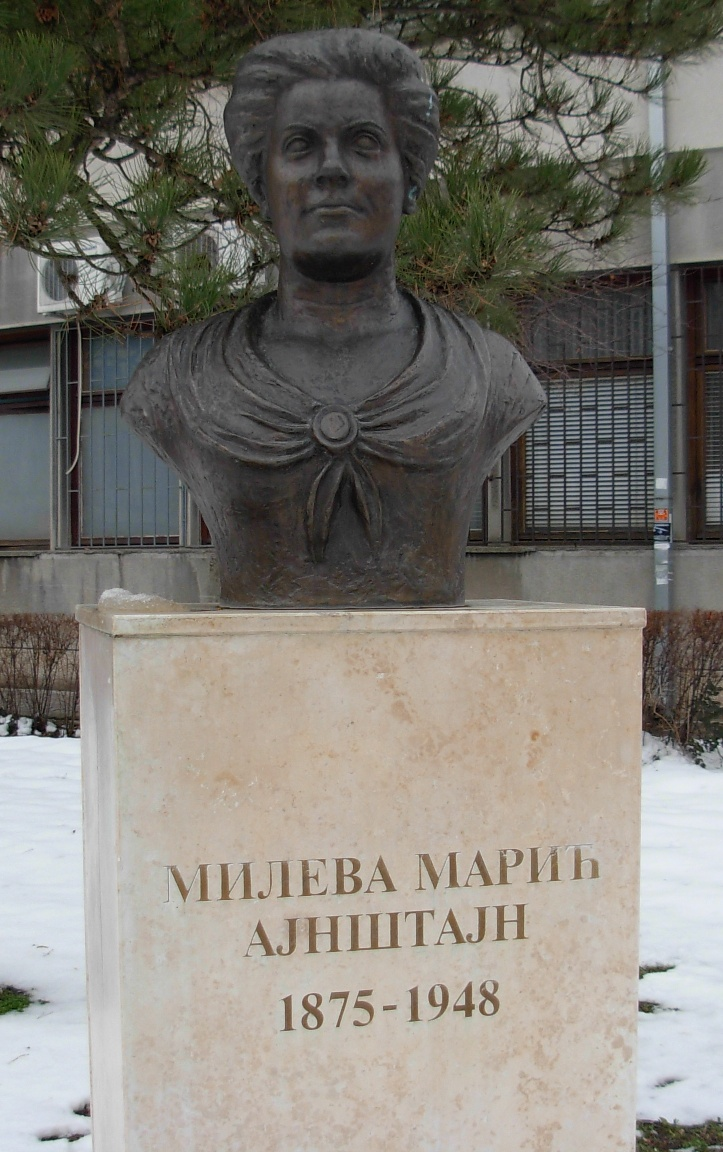
Busto di Mileva Marić all'Università di Novi Sad

### Il divorzio
La pratica di divorzio durò molto tempo, in parte a causa dei problemi di salute di Mileva Marić, ma anche per il fatto che le due parti facevano fatica ad accordarsi sui termini della separazione. Il punto più difficile era quello finanziario, più precisamente la somma che Albert Einstein avrebbe dovuto versare per il mantenimento dei figli e della sua ormai di fatto ex moglie. Einstein tentò, senza riuscirci, di convincere Marić a non inserire nei documenti che spiegavano la ragione del divorzio il fatto che lui l'avesse tradita con la cugina Elsa Löwenthal. Nel giugno del 1918 Einstein firmò i documenti che sancivano il divorzio e Mileva Marić fece lo stesso un mese dopo. Gli accordi firmati prevedevano sostanzialmente l'impegno da parte di Albert Einstein a versare a intervalli trimestrali gli alimenti necessari per il mantenimento dei due figli e della ex moglie, un versamento come garanzia di 40.000 marchi tedeschi nella Banca Svizzera e, sempre per quanto riguarda i figli, la possibilità per Einstein di vedere Hans Albert ed Eduard in territorio elvetico durante le vacanze estive. Venne stabilita anche la sorte del denaro di un eventuale Premio Nobel. Stando agli accordi, se ad Albert Einstein fosse stato conferito il Premio Nobel per la fisica, il denaro sarebbe diventato proprietà di Mileva Marić e dei suoi figli. Il 31 agosto 1918 Albert Einstein si presentò al Palazzo di Giustizia di Zurigo e confermò tutto il contenuto inserito nei documenti riguardanti il divorzio, inclusa la relazione extraconiugale con sua cugina. Il 14 febbraio 1919 il tribunale di Zurigo dichiarò ufficiale il divorzio e la piena entrata in vigore degli accordi presi. Finiva così la coppia Einstein-Marić.
Gli anni che seguirono il divorzio non furono sereni per Mileva Marić. A causa della crisi economica che aveva colpito l'Europa subito dopo la prima guerra mondiale e per via della svalutazione del marco tedesco, per Albert Einstein fu sempre più difficile pagare regolarmente gli alimenti alla ex moglie, il che costituì un grave problema per Marić, visto e considerato che aveva due figli a cui badare e la vita a Zurigo era diventata sempre più cara. Albert Einstein in più di una circostanza la esortò a trasferirsi in Germania in modo da facilitargli il pagamento degli alimenti, ma Mileva Marić si oppose fermamente a questa possibilità e iniziò una vita dedita al risparmio, iniziando a dare ripetizioni private in modo che i ritardi nei pagamenti degli alimenti non fossero tanto gravi. Furono anni tormentati anche per via della morte del padre di Mileva e della malattia di sua sorella minore, Zorka, anch'essa conclusasi con la morte. 
Nel 1921 l'Accademia Svedese delle Scienze conferì ad Albert Einstein il Premio Nobel per la Fisica. Il denaro del Premio Nobel avrebbe permesso ad Einstein di risolvere una volta per tutte i problemi legati al mantenimento dei figli e della ex moglie. La somma di denaro all'epoca ammontava a 121.572 corone svedesi, che corrispondeva al guadagno decennale di un docente universitario. In base agli accordi presi il denaro sarebbe dovuto diventare proprietà di Mileva Marić, che intendeva usarlo per comprare una abitazione propria in modo da liberarsi dalla condizione di affittuaria nella quale viveva da diverso tempo. Einstein si dichiarò favorevole all'idea e il denaro venne impiegato principalmente per comprare un intero edificio di appartamenti, in modo da garantire a Mileva e ai suoi figli un'abitazione, ma anche una fonte di entrate, rappresentata dagli altri appartamenti che in seguito vennero dati in affitto. Bisogna però precisare che, sebbene il denaro si trovasse su un conto bancario intestato a lei, Mileva Marić poteva disporre solo di una percentuale: per il resto avrebbe sempre avuto bisogno del placet di Albert Einstein. La principale preoccupazione di Mileva in quel periodo era l'educazione dei suoi figli. Il figlio maggiore Hans Albert terminò con successo la sua istruzione universitaria diventando ingegnere, mentre il figlio più giovane Eduard non riuscì a portare a termine gli studi, in quanto iniziò a soffrire precocemente di schizofrenia. 
Gli ultimi anni di Mileva Marić furono un susseguirsi di lutti, preoccupazioni per la salute del figlio, problemi burocratici e finanziari, incombenze di vario genere e problemi di salute, acuitisi soprattutto negli ultimi anni della sua vita. Il 3 ottobre 1933 Albert Einstein, dopo aver riconsegnato il passaporto tedesco a causa delle discriminazioni perpetrate dai nazisti di Adolf Hitler, lasciò definitivamente l'Europa per stabilirsi negli USA. Non molto tempo dopo venne raggiunto dal figlio Hans Albert. Mileva Marić rimase da sola a Zurigo a occuparsi del figlio minore. Albert Einstein continuò a sostenere, almeno dal punto di vista finanziario, l'ex moglie, la quale in quel momento stava attraversando diverse peripezie legate al condominio acquistato con i soldi del Premio Nobel, che rischiava, non si sa per quale motivo, di essere sequestrato dalle autorità. Da una lettera dell'8 novembre 1938 apprendiamo che Albert Einstein comprò il condominio in questione, risolvendo così i problemi di Mileva. Grazie all'intervento dell'ex marito, il condominio venne salvato dal sequestro e Mileva Marić poté continuare a riscuotere gli affitti i quali, assieme al contributo che le versava Einstein, erano i soli mezzi che avesse a disposizione per pagare le cure del figlio minore. Altro motivo di preoccupazione era il clima politico dell'Europa in quel periodo: la Svizzera si stava armando e si preparava a una possibile invasione da parte della Germania di Hitler. Se la Svizzera fosse diventata anche solo uno stato satellite della Germania nazista, Eduard avrebbe potuto essere perseguitato essendo ebreo per parte di padre. I documenti di Mileva attestavano chiaramente che lei non era di origini ebraiche, ragion per cui a correre il pericolo era solo Eduard. Proprio per questo motivo Mileva Marić si fece spedire dalla Serbia i certificati di battesimo dei suoi figli in modo da poter dimostrare alle eventuali autorità collaborazioniste l'appartenenza di suo figlio al Cristianesimo. La caduta della Francia fece perdere a Mileva ogni speranza di abbandonare la Svizzera, in quanto il territorio elvetico era ormai completamente circondato dal Terzo Reich e dai suoi alleati e tutte le frontiere di stato elvetiche erano severamente pattugliate.
Nel 1944 tuttavia divenne evidente che gli Alleati avrebbero vinto la guerra. Siccome il conflitto aveva coinvolto quasi tutta l'Europa, i contatti tra quest'ultima e il resto del mondo erano ridotti al minimo, ragion per cui Mileva Marić da anni non aveva ricevuto notizie di suo figlio Hans Albert. Nel novembre del 1944 Mileva Marić ricevette una lettera di Albert Einstein e i contatti ripresero. Dallo scambio epistolare tenutosi in quel periodo tra Mileva e Albert sappiamo che i problemi di salute di lei erano diventati molto seri a causa del suo costante doversi prendere cura del figlio malato e dell'indigenza in cui era costretta a vivere. Bisognosa di denaro com'era, Mileva Marić non oppose alcuna resistenza quando Albert Einstein decise di vendere il condominio acquistato con i soldi del Premio Nobel, anche se quello era il luogo in cui lei stessa viveva. Einstein risolse questo problema mettendo nell'accordo di vendita una condizione grazie alla quale Mileva Marić aveva il diritto di risiedere nel condominio fino alla morte. Verso la fine del 1946 le condizioni psichiche di Eduard peggiorarono ancora e fu necessario ricoverarlo di nuovo in clinica. Mileva trascorse gli ultimi anni della sua vita prendendosi cura del figlio. Sapendo di non avere più molto tempo a disposizione, dopo aver concluso la vendita del condominio, iniziò a cercare un tutore legale per il figlio, in quanto quest'ultimo era considerato dallo Stato elvetico incapace di intendere e di volere.

### La morte
Nel maggio del 1948 Mileva Marić venne colpita da un ictus e venne ricoverata nell'ospedale cantonale di Zurigo. L'11 giugno di quello stesso anno le autorità elvetiche la dichiararono incapace di intendere e di volere e le venne assegnato un tutore legale. Il tutore legale avrebbe fatto le sue veci e avrebbe sbrigato al posto suo tutte le faccende burocratiche e amministrative.
Mileva Marić-Einstein morì il 4 agosto 1948 a Zurigo, all'età di 72 anni. Venne sepolta nel cimitero di Nordheim, sempre a Zurigo, secondo il rito serbo-ortodosso.

### Curiosità
Nel 2019, la fisica e scrittrice Gabriella Greison fa domanda ufficiale affinché venga attribuita una laurea postuma a Mileva Marić; dopo quattro mesi di discussioni, l'ETH nega l'attribuzione della laurea postuma. Nel 2022, la Greison ripropone la stessa domanda, grazie al cambio ai vertici del rettorato dell'ETH, con l'aggiunta di un'attribuzione di laurea postuma anche alle altre poche donne prima di Mileva a cui non è stata data la laurea. 

## Discussione sui contributi di Mileva Marić ai lavori di Albert Einstein
Se è stato difficile ricostruire la biografia di Mileva Marić, è praticamente impossibile stabilire in che cosa lei abbia effettivamente contribuito all'opera del marito e in quale misura. La discussione che si è aperta in merito al contributo di Mileva ai lavori di Einstein dura da più di 25 anni e si focalizza prevalentemente sui lavori che Albert Einstein pubblicò nel 1905, il cosiddetto Annus Mirabilis. In quell'anno vennero pubblicati ben 4 lavori scientifici firmati da Einstein sul giornale Annalen der Physik e che divennero in seguito la colonna portante del suo successo futuro. Sono noti col nome di Annus Mirabilis Papers (Articoli dell'anno straordinario). Questi articoli affrontavano sotto una nuova ottica l'effetto fotoelettrico e il moto browniano, formulavano la relatività ristretta e stabilivano l'equivalenza massa-energia. La definizione Annus Mirabilis venne data al 1905 proprio in seguito alla pubblicazione, a breve distanza l'uno dall'altro, di questi quattro relativamente brevi, ma purtuttavia rivoluzionari, articoli fondativi della fisica moderna. Proprio l'estrema velocità con cui Albert Einstein riuscì a portare a termine questi articoli estremamente complessi, pur lavorando a tempo pieno all'Ufficio Brevetti, ha indotto molti a pensare che ciò sia stato possibile soltanto grazie all'aiuto di sua moglie Mileva Marić, l'unica persona nella sua sfera privata ad avere le conoscenze necessarie per potergli dare un aiuto concreto. Gli articoli in questione sono:
- "Über einen die Erzeugung und Verwandlung des Lichtes betreffenden heuristischen Gesichtspunkt"[5], Annalen der Physik, 17, 132-148 ("Un punto di vista euristico sulla produzione e la trasformazione della luce") sull'effetto fotoelettrico
- "Über die von der molekularkinetischen Theorie der Wärme geforderte Bewegung von in ruhenden Flüssigkeiten suspendierten Teilchen"[6], Annalen der Physik 17, 549–560 (Il moto di piccole particelle sospese in liquidi in quiete, secondo la teoria del calore) sul moto browniano
- "Zur Elektrodynamik bewegter Körper"[7], Annalen der Physik 17, 891–921 (Sull'elettrodinamica dei corpi in movimento) sulla relatività speciale
- "Ist die Trägheit eines Körpers von seinem Energieinhalt abhängig?"[8], Annalen der Physik 18, 639–641 (L'inerzia di un corpo dipende dal contenuto di energia?) sull'equivalenza tra massa e energia

Fra i primi studiosi a investigare il rapporto fra Einstein e Maric fu il fisico sovietico Abram Feodorovič Ioffe. In un articolo del 1955 dedicato ad Albert Einstein, Ioffe afferma che nel 1905, mentre lavorava come assistente nella redazione degli Annalen der Physik, ebbe la possibilità di leggere i lavori di Einstein prima della pubblicazione definitiva e ufficiale e che negli originali venisse indicato come autore un impiegato dell'Ufficio Brevetti, un tale Einstein-Marity. Ioffe spiega che Marity (versione ungherese del cognome Marić) era il cognome da nubile della moglie di Albert Einstein, e attribuisce il doppio cognome all'"uso svizzero" di abbinare sempre il cognome della moglie a quello del marito
È stato successivamente il Dr. Trbuhović-Gjurić ad attribuire a Joffe l'affermazione secondo cui gli articoli sarebbero stati firmati anche da Maric. Tuttavia, i manoscritti a cui si riferisce Abram Feodorovič Ioffe sono andati perduti, e la pubblicazione finale porta il solo nome di Einstein.
È stata soprattutto la scoperta e la pubblicazione, nel 1987, della corrispondenza privata tra Mileva Marić e Albert Einstein a far uscire dall'ombra la figura di lei e a condurre a un timido riesame dei reali meriti di lui. Tuttavia, sembra che le lettere pubblicate non siano la totalità della loro corrispondenza, ma che alcune siano andate perse.
Il fisico Evan Harris Walker nel suo articolo per il Physics Today del 1989 sostiene che Albert Einstein e Mileva Marić avessero lavorato come un vero e proprio team, e cita diversi passaggi dalle lettere scritte da Einstein a Marić  in cui si parla di un lavoro comune, e si chiede se ci siano altre lettere di quel periodo che non siano state conservate.  
C'è in particolare una lettera (n. 94) datata 27 marzo 1901 scritta da Einstein a Marić che include la frase "portando il nostro lavoro sul moto relativo a una felice conclusione". L'aggettivo "nostro" fa pensare a un lavoro condotto in collaborazione. Questo è il testo,tradotto dal tedesco in inglese: 
(27 March 1901, Vol. 1, p. 282).»
Questo non è l'unico esempio: in un'altra lettera (96), Albert Einstein scrive:
In una lettera successiva (n. 102), si legge:
In un'altra lettera ancora (n. 107), scrive:
Alcuni studiosi tendono a interpretare questo uso del pronome plurale come un segno di trasporto affettuoso da parte di un marito innamorato, mentre altri fanno presente che questo pronome plurale non è utilizzato per tutti gli articoli e i progetti, ma solo per alcuni, e argomentano che Einstein lavorasse a diversi articoli contemporaneamente, di cui alcuni portati avanti in collaborazione con la moglie.
In sintesi, la comunità scientifica è ancora oggi estremamente divisa sul ruolo e sui meriti da attribuire a Mileva Marić. 
John Stechel e Gerald Holton ad esempio, pur non potendo negare l'esistenza di un certo grado di cooperazione tra Albert Einstein e Mileva Marić, riducono tuttavia il sostegno e il contributo di quest'ultima a una sfera più emozionale che scientifica e in tal senso aggiungono che un ruolo preponderante avrebbe potuto essere anche quello dell'ingegnere Michele Besso, caro amico e collega di Albert Einstein. Entrambi fanno notare che la corrispondenza fra Einstein e altri colleghi come Besso includono discussioni su aspetti puntuali delle sue ricerche, discussioni che mancano completamente nelle lettere alla moglie.
Renn e Schulmann, curatori di una recente edizione della corrispondenza tra Albert Einstein e Mileva Marić prendono una posizione più neutrale sulla questione sostenendo che, a meno che non vengano scoperti nuovi indizi e documenti al riguardo, non si potrà mai stabilire con precisione l'esatta portata del contributo di Mileva Marić ai lavori di Albert Einstein.